# 후지사키역 (아오모리현)
후지사키역(일본어: 藤崎駅)은 일본 아오모리현 기타쓰가루군 후지사키정에 위치한 동일본 여객철도 고노 선의 철도역이다. 단선 승강장 1면 1선의 구조를 갖춘 지상역이다.

## 역 주변
- 국도 제7호선
- 국도 제339호선
- 후지사키 정청
- 후지사키 정 문화 센터
- 일본 국토교통성 가와베 국도 사무소 후지사키 출장소

## 역사
- 1918년 9월 25일 : 무쓰 철도의 역으로서 개업.
- 1927년 6월 1일 : 매수에 의해 국철 고쇼가와라 선(이후 고노 선)으로 편입됨.
- 1986년 11월 1일 : 전자 폐색 도입에 의해 이타야나기 - 가와베 간의 1폐색화에 의해 운전 취급 폐지, 간이 위탁화.
- 1987년 4월 1일 : 일본국유철도 분할 민영화에 의해, 동일본 여객철도가 승계.
- 시기 불명 : 역 구내에 있던 키오스크 철거.
- 2001년 : 간이 위탁 폐지, 무인화.
- 2013년 11월 : 후지사키 정과 JR 동일본 아키타 지사가 공동으로 역사 개축,

## 인접 역
| 동일본 여객철도 고노 선      | 동일본 여객철도 고노 선 | 동일본 여객철도 고노 선 |
| ---------------------------- | ----------------------- | ----------------------- |
| 하야시자키 히가시노시로 방면 | 고노 선                 | 가와베 가와베 방면      |